# 獅子山下 (歌曲)
《獅子山下》是香港一首經典流行歌曲，原為1970年代香港電台實況電視劇《獅子山下》的主題曲，由顧嘉煇作曲及編曲、黃霑填詞、羅文主唱。首次收錄的專輯是羅文1979年發行的《好歌獻給您》。1996年，經羅文重新灌唱，編曲稍作變更，收入其出道25週年的精選輯《羅文 25》，並拍攝MV，後來成為兩台（周）冠軍歌。2006年，容祖兒發表跟羅文隔空對唱的版本，收錄於專輯《Ten Most Wanted》（第二版），編曲監製杜自持。

## 創作背景
《獅子山下》最初播映時，主題曲原本是粵樂《步步高》，監製張敏儀表示1979年起節目革新編導及製作模式，需要一首新的主題曲，歌手一早已屬意羅文，又找黃霑和顧嘉煇編寫曲詞；並透露黃霑經再三邀請才肯接活，因為他覺得香港精神這種題材很悶，比較喜歡寫愛情。文化研究者吳俊雄稱，黃霑曾在2002年一個電台訪問中表示，他把1949年隨家逃港後耳聞目睹的香港社會狀況隱隱寫進歌詞裡：因政權變更移民香港的中國人，在首廿年裡還為左右派的政治矛盾而互相傾軋，後來才漸漸和解，把心力投注在香港這個家裡。
另外，據黃霑的手稿複製本，「不朽香江名句」一句曾填為「香港千秋萬歲」。填詞人鄭國江認同這個改動，說「不朽香江名句」沒具體的所指，讓聽眾自行解讀，是詞人的聰明之處。

## 音樂特色
作曲：
- 曲式結構：前奏A1段－A2段－B段－A3段－間奏－B－A3－尾聲
- 節奏、速度：4/4拍子，平穩速度。
- 調：主歌為F大調（一作降D大調[7]），副歌有短暫轉調。
- 音域：純十二度。

編曲：
- 運用了鋼琴、小提琴、雙簧管、圓號、大提琴、套鼓、結他、低音結他。副歌擊鼓力度加強，匯集弦樂及銅管樂器，提高氣勢形成高潮。

歌詞：
- 主要一字一音，隔句押韻：「eoi」。
- 以三及第文體（文言、白話、俗語的結合）寫成，典雅的有「同處海角天邊」、「攜手踏平崎嶇」，俗的有「我哋」。[8][9]:14—17

## 獎項
- 1999年：世紀中文歌曲選舉（香港電台舉辦）－ 入圍前廿名
- 2010年：國際華語音樂聯盟 － 華語金曲獎：30年30歌[10]

## 派台成績
| 派台成績 | 派台成績 | 派台成績 | 派台成績 | 派台成績 | 派台成績 | 派台成績   |
| -------- | -------- | -------- | -------- | -------- | -------- | ---------- |
| 唱片     | 歌曲     | 903      | RTHK     | 997      | TVB      | 備註       |
| 1996年   |          |          |          |          |          |            |
| 羅文 25  | 獅子山下 | /        | 1        | /        | 1        | 兩台冠軍歌 |

## 延伸影響
據張敏儀所述，由於難唱、歌詞字數多且對當時的聽眾來說比較艱深，歌曲甫面世時不甚流行，至八十年代中後期，香港人經歷中英談判，開始對其內容產生共鳴，《獅子山下》才逐漸成為「港歌」。文化評論人吳俊雄認為歌曲「翻生」的時間點為六四事件後，而成為「港歌」則緣於九十年代香港人的身份疑惑加劇（參香港移民潮#六四事件、居英權計劃），想總結自己過往成功經驗，繼而認同歌曲強調的拼搏團結精神。此後《獅子山下》常用於民間和政府的活動中，有評論視之為香港非官方的代表歌曲：
- 2002年4月，香港經濟陷入底谷，時任香港財政司司长梁錦松在宣讀政府財政預算案後，以本曲歌詞作結，呼籲社會同舟共濟[15]，雖然他最終因「買車風波」而下台，但香港自此掀起一片「獅子山下熱」，同名劇集和歌曲再度重播，社會廣泛談論[16][17] [18]。同年10月，主唱者羅文病逝，這首歌再度熱播，緬懷其人其事。

- 2002年11月19日，時任國務院總理朱鎔基抵港出席第十六届世界会计师大会，他特别引用在香港广为传唱的《狮子山下》的歌词深情朗诵，为香港前途共勉：“同舟在狮子山下且共济，拋弃区分求共对，放开彼此心中矛盾，理想一起去追，同舟人，誓相随，无畏更无惧。同处海角天边，携手踏平崎岖。让我们大家用艰苦努力，写下那不朽香江名句。”最后用充满情感的“我爱香港”结束他的讲话。[19][20][21][22]

- 2003年5月，工聯會等八個團體於維園舉辦「抗炎大行動」，結尾全體合唱此曲[23]。

- 2003年七一大遊行前，有人將《獅子山下》配以新聞片段，製成短片，在網上流傳甚廣[24]。

- 2003年10月上映的電影《豪情》中，漫畫編輯阿忠（陳奕迅飾）和Andy（古天樂飾）曾翻唱此歌曲，但歌詞含有大量色情性語言，當中以「婷婷住喺荃灣大街59號」為主。

- 2007年7月1日，在慶祝香港回歸祖國十周年文藝晚會上，徐小鳳、譚詠麟、葉麗儀三位歌手合唱《獅子山下》[25]。

- 2009年12月5日，在第五屆東亞運動會的開幕禮上，《獅子山下》是匯演的開場曲[26]。

- 2010年10月20日，上海世界博覽會「香港活動周」的開幕禮開場曲，由歌手葉麗儀和小提琴家姚珏演繹[27]。

- 2013年4月23日，在「家是香港」公眾參與運動啟動禮上，主禮嘉賓和表演者合唱《獅子山下》[28]。而「家是香港」的主題曲《同舟之情》亦使用了《獅子山下》的部分曲詞。同年的香港維基媒體國際會議亦將歌詞「放開彼此心中矛盾，理想一起去追」（Of one mind in pursuit of our dream. All discord set aside.）引為年會口號。

- 2014年9月末，「和平佔中」發動，獅子山山頂在10月23日被掛上黃底黑字「我要真普選」的巨型橫額；10月28日，歌星葉德嫻、何韻詩、黃耀明在金鐘夏慤道領唱《獅子山下》，全場人士響應[29]。

- 2014年11月，香港沙田馬場舉行「萬人手語傷健傳愛大行動」，近萬名市民參與。各界人士一起唱手語歌《獅子山下》，為「仁濟社會服務基金」籌募經費，規模打破了健力士世界紀錄[30]。

- 2015年5月，香港電視網絡播出以屋邨為背景的電視劇《歲月樓情》，以本曲為片頭主題音樂，並於大結局片尾播出由陳詩慧翻唱的版本。

- 2022年2月，因應2019冠狀病毒病香港第五波疫情，多位香港藝人參與錄製改編自本曲的粵語合唱歌曲《獅子山下 同心抗疫》，以向全港醫護人員致敬，並表示支持他們為對抗疫情而服務香港市民的無私精神。該歌曲於2022年2月19日在無綫電視翡翠台特備節目《爭分奪秒同抗疫》中首播。[31][32]

- 2022年7月8日至29日在無綫電視翡翠台播出的電視劇《曙光》和《回歸》中，多次以插曲形式使用。

- 這首歌亦多次成為香港煙花匯演的背景音樂，如2002年回歸煙花匯演[33]和2009年「國慶銀花耀屯門」[34]。

- 2023年12月，因應區議會選舉，多位香港藝人參與錄製改編自本曲的粵語合唱歌曲《獅子山下 共建美好社區》。

### 啟德簡約公屋政治風波的另類用途
- 2023年2月2日，房屋局局長何永賢引用歌詞「同處海角天邊 　攜手踏平崎嶇」，指香港人精神應有同理心，「唔係淨係睇自己」，幫助有需要的人解決住屋問題。

## 評價
張敏儀指羅文的咬字、唱法、感情的投入是此曲其中一個成功的因素，而這與其身世有關：羅文戰後由中國大陸移居香港，經過一段艱辛的日子才出人頭地。
朱耀偉認為，《獅子山下》有別於某些粵語歌，不再限於諷刺時弊來紓解對社會理實的不滿。歌手和詞人透過「獅子山」、「同舟人」，藉「香港」重認自我情感：「香港」已非臨時的難民棲身地，而是一個屬於自己的地方；此外歌詞亦反映了當時港人正為九七前途問題困擾的心情。
文化評論人陳銘匡認為其歌詞能引起幾代香港人廣泛共鳴和自我認同、成為港人之歌（還包括甄妮的《奮鬥》和《東方之珠》等）的原因：一是它強調同舟共濟、追求進步等現代社會精神，屬香港人喜歡的正面自我標籤；二是擁有「獨特的粵語歌詞語法與警句」，只有香港人才能朗朗上口；三是「空泛」，即沒有「具體的時間性或社會現象的描述」和「細緻或具體的個人處境描述」來限制歌曲的受眾。
2010年代起，一些評論人認為歌曲經常成為政府建制「維穩」的宣傳工具，所強調團結能締造繁榮的信息已經不合時宜。詞人林夕更直言：「現在我覺得獅子山下比粗口還難聽，是痲痹劑。」

## 外部連結
- 《獅子山下》黃霑手稿之一
- 《獅子山下》黃霑手稿之二（页面存档备份，存于）
- Youtube: 《香港製造：我城我故事》 — 獅子山下手語大合唱 （页面存档备份，存于）